# 公共小型巴士

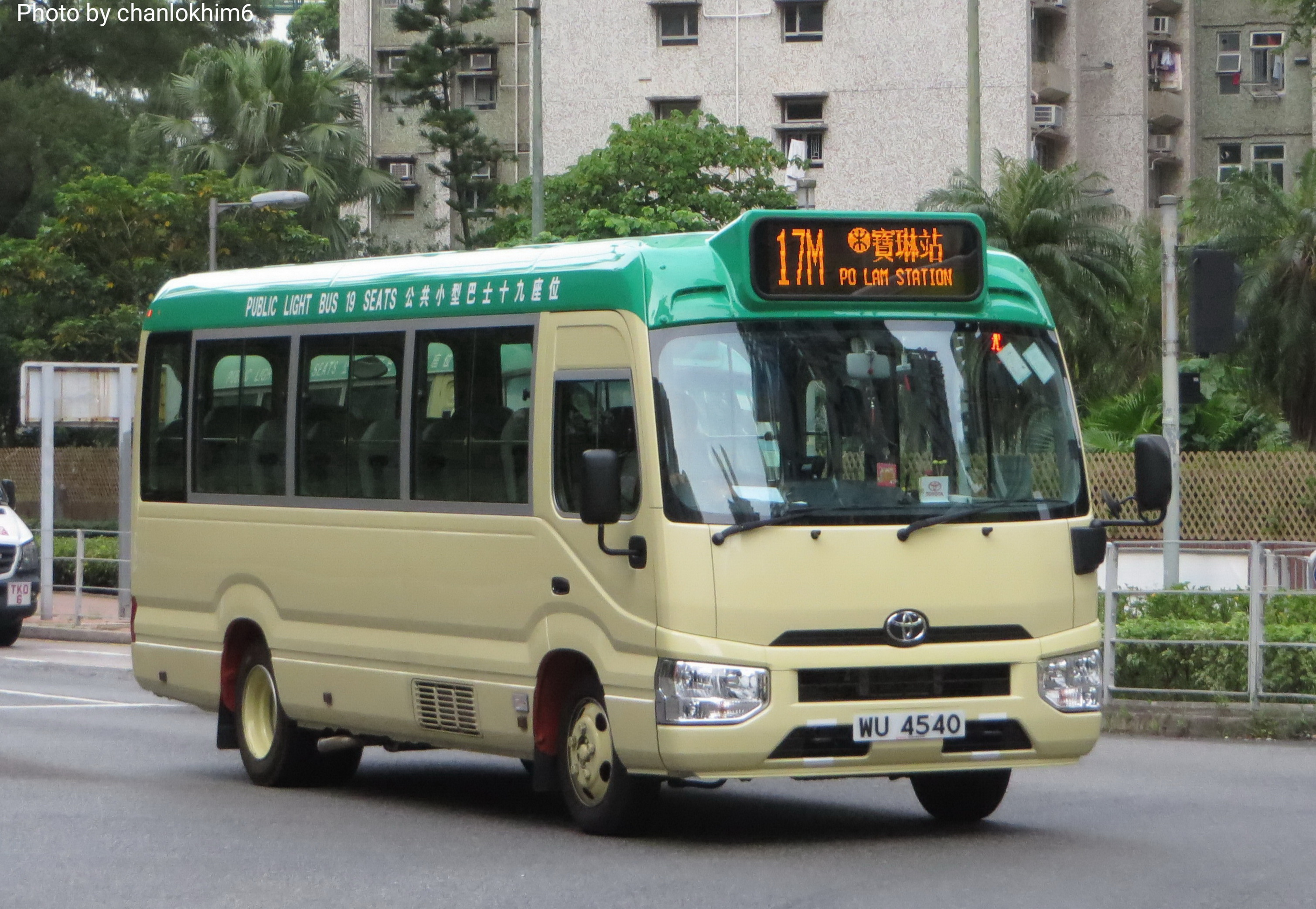
香港綠色小巴

公共小型巴士（簡稱公共小巴，又称小公共、小巴、宝宝巴士、粵語Van仔等）是指一些載客量比較少的大眾交通工具（公共汽車），一般載客量約8至19人不等。在城市中运营的公共小巴多为大巴的辅助，路线与大巴相同或与大巴互补。

## 运营体制
在中國大陸，公共小巴一般采用面包车，因其比大巴体积小而得名。有些小巴用车大一些，有时也叫公共中巴。
小巴常见的承包方式有下面两种：
- 公司承包车队，然后由公司经营车队并雇用司乘人员。
- 个人承包一台车，然后几个人共同运营这台车。没有统一的车队管理。

小巴的票价通常与大巴差不多，线路长的会分段收费。一般有人售票；一些城市的小巴还可以使用IC卡。

## 各地公共小巴

### 中国大陆“小公共”

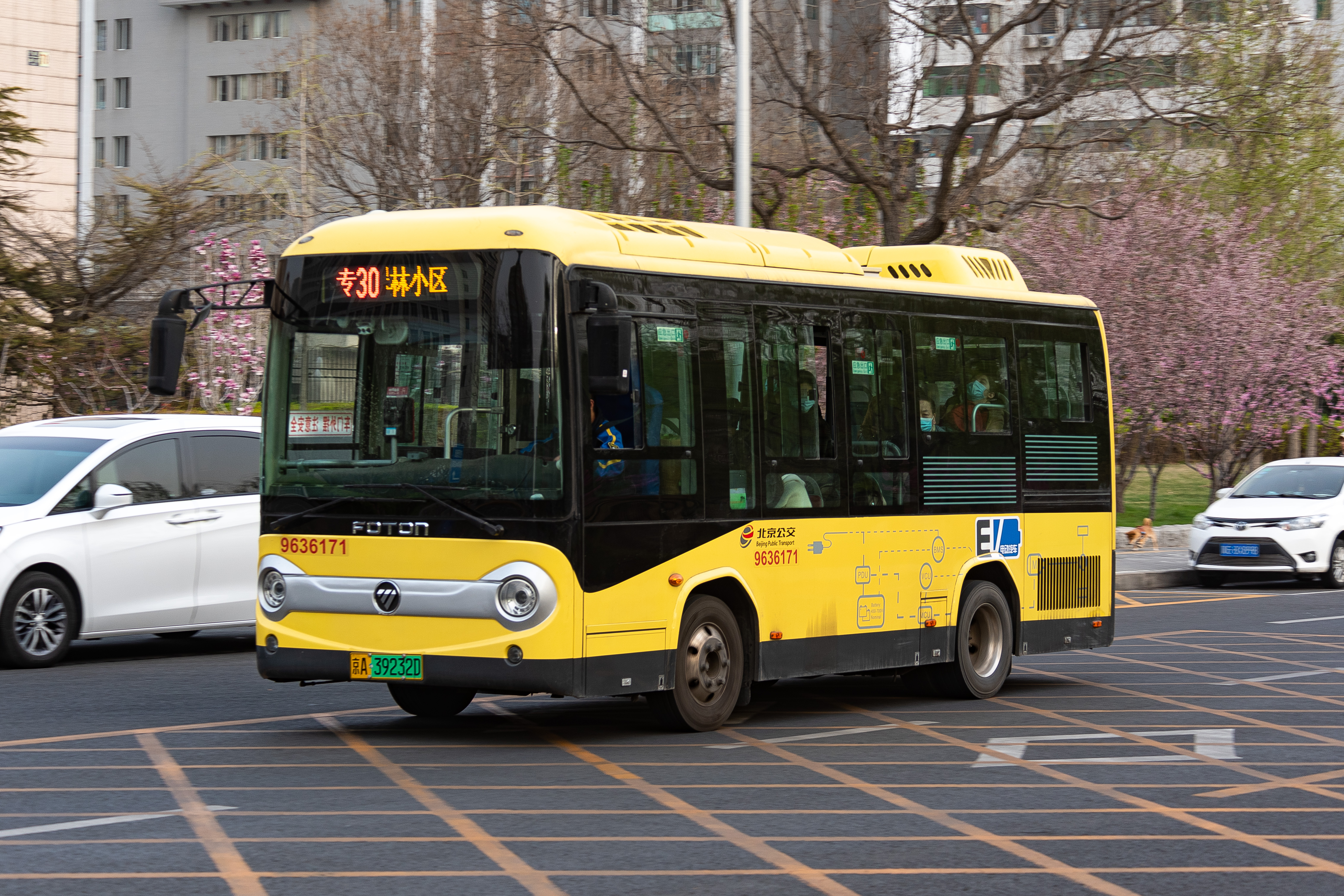
北京市由北京公交运营的小型巴士，主要行驶在小区之间

中國大陆北方各城市的小公共始于1990年代，由非国家公交体系的人民來运营，目的是补充当时运力严重不足的城市公共交通系统。曾经为中国城市交通做出过诸多贡献。
由于疏于管理，今日的小公共所使用车辆不少为濒临报废车甚至非法上路的挂牌报废车。小公共从业人员多来自社会底层，整体基本素质低下。在中国，小公共已经演变为无视交通法律法规的街匪路霸。城市小公共常因超载、私定票价、私改线路等问题引发纠纷，同时由于任意揽客、抢行、随意停车、故意围堵大公共等行为而造成的交通事故和斗殴事件屡见不鲜。2000年7月27日和8月9日，北京市连续发生两起小公共致乘客和路人死亡的事件，促使北京市对小公共进行全面整顿。随着小公共的危害逐渐扩大，加之政府运营的公交运力日益满足需要和国家鼓励公交的政策，不少城市开始清理小公共。2001年12月小公共被正式从北京市内路线中取消，小公共仅服务北京郊区路线。2002年7月小公共被山東省烟台市完全取缔。

#### 深圳公共小巴（中巴）
深圳市的公共小巴，在正常的情況下，一線的公共小巴以銀色車身及綠色車頂為主，二線的公共小巴就以銀色車身及紅色車頂為主。原特区内行走的小巴编号为4开头，穿越二线关的小巴为5开头，二线外行走的小巴线路为7（宝安区）或9（龙岗区）开头。
深圳市已逐步将行走于关内及穿越二线关的小巴改换为大巴，不少线路的小巴已经转为大巴运营，还有一些小巴线路被取消。2006年6月30日是深圳原特区内公共小巴线路运营的最后一天，在此之后就没有小巴运营了。
替换小巴线路的大巴线路使用60-85（原特区内，由鹏翔客运运营）和3XX的号段，如402→82，428→377。

### 香港公共小巴

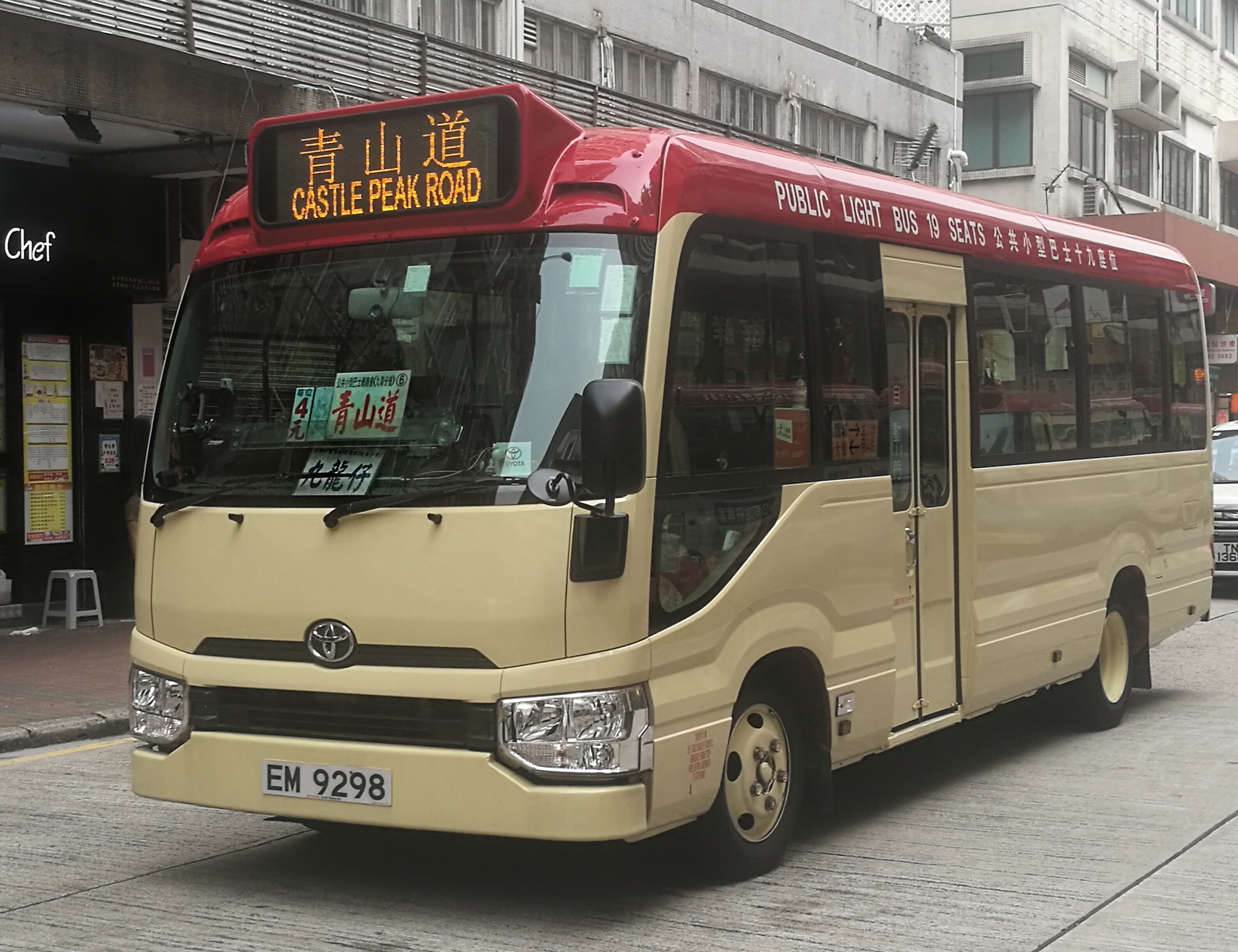
香港紅色小巴

香港的公共小型巴士（簡稱小巴，俗稱Van仔）是載客量為19人或以下的空調客運車輛，作為巴士和鐵路的輔助及接駁交通工具。根據現時香港法例規定，全香港只可有4,350輛小巴營運。根據小巴牌照類別，可分為「紅色小巴」及「綠色專線小巴」兩種。
紅色公共小巴車身被髹上紅色作識別，服務路線、服務時間、班次和收費不固定，不受政府監管。由於紅色小巴所行走的路線並非固定，收費亦有可能隨路線長短而有所變動。
綠色專綫小巴車身髹上綠色，有固定路線、服務時間、班次和收費，需接受政府監管，按規定不得隨意更改。截至2023年12月，全香港共有359條專綫小巴路線。

### 台灣公共小巴

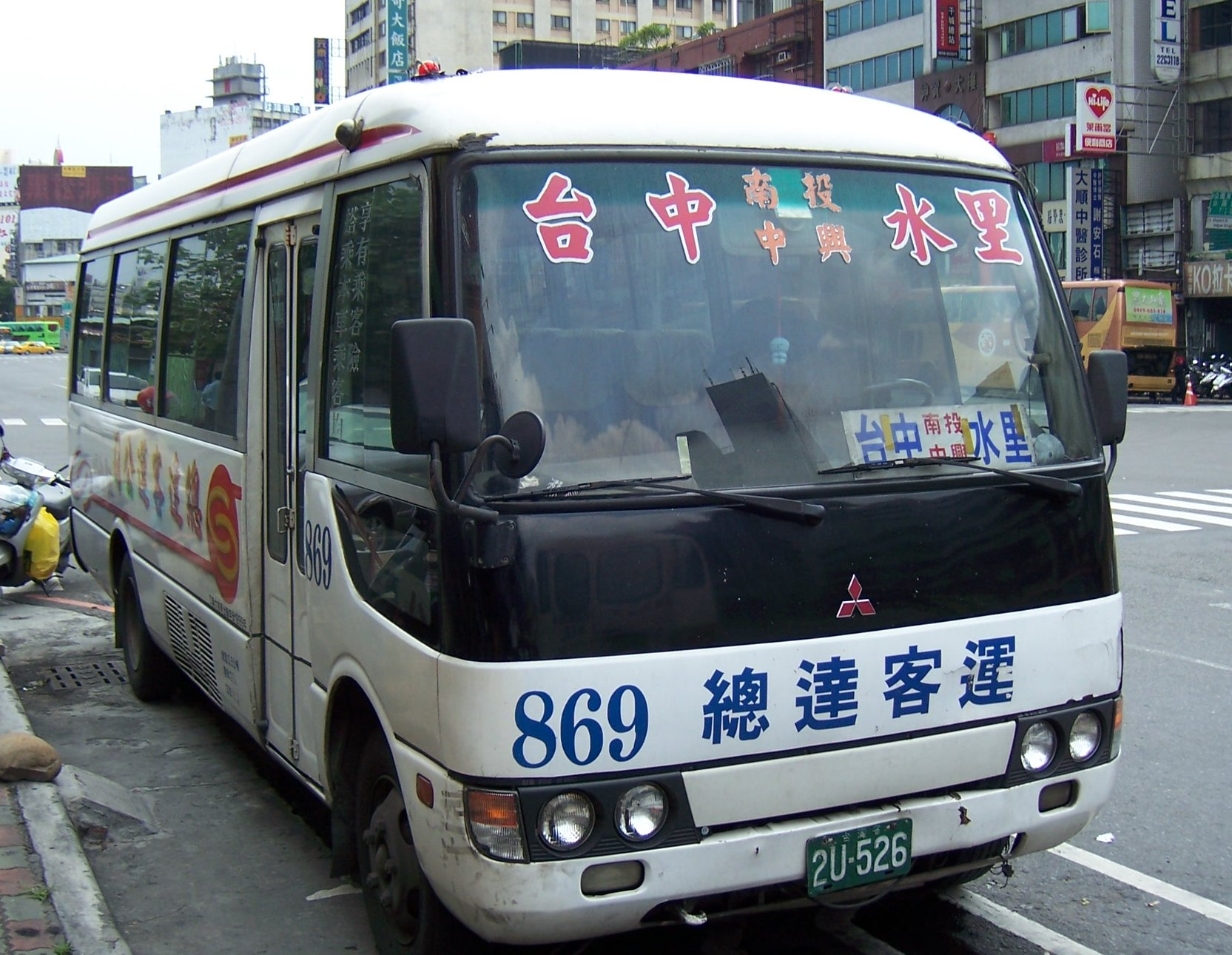
總達客運的小型巴士

台灣的小型公車有兩種起源，一種主要用於山區、偏遠路線行駛，例如山區的產業道路，就很適合這種20人座的小型巴士行駛，另一種則是早年公車未裝設冷氣空調的年代，在無空調的大型車之外以裝設冷氣空調的小型巴士提供高級服務。但進入公車全面裝設冷氣空調的時代後，小型巴士主要是用於一般路線的離峰時間。一般而言，地區型客運皆備有數輛小巴。

#### 台北
台北市聯營公車「山區小型客貨車」，自1979年起開行山區小型公車。路線大多行駛山路及偏遠狹窄路段，在山區與偏遠地區路段隨招隨停，在市區路段則停靠固定站位。此種路線的號碼都是以「小」字開頭（英文則以「S」開頭）來表示，但是目前有些班次間具有捷運接駁公車的功能，所以，不一定以小型公車來行駛，目前所有路線的收費標準均統一，一般乘客均可以使用悠遊卡付費，換言之，市區的巴士與往返山區的小巴收費並無差異，這點和香港的公共小巴是不相同的。另外由於1979年時，山區住戶多為農民，因此當時使用車輛為客貨兩用車而非純小型巴士。
台北市公車處中型冷氣公車，自1976年7月1日起開行，使用30輛賓士L508D型小型冷氣巴士行駛市區，此種路線的號碼都是以「中」字開頭，有中1、中2等路線，1976年9月10日另外70輛L508D投入服務，開行中3、中5、中6、中7等路線，1976年12月1日開行中9，1977年1月1日開行中10，1977年3月1日中5、中10停駛，1980年9月6日起，添購60輛日野BM400型小型冷氣巴士，同日變更路線號碼中1改601、中2改501、中3改502、中6改602、中7改503、中9改504，504和新開闢的505、506、603、604改用日野BY420型大型冷氣巴士（車長11.55公尺），這些冷氣巴士被命名為「自強公車」，是今日台北市冷氣公車的滥觴。

#### 台南
臺南市公車主要行駛於載客量較少之路線，亦有考量臺南市歷史悠久，街道較狹窄的用意。

#### 其他地區
一般地區型的客運公司多以小型巴士行駛偏遠路線，或乘客較少的路線，例如花蓮客運就曾以小巴行駛花蓮機場往返市區的路線。
近年來台灣各鄉鎮公所、市公所為提供地區居民在該鄉鎮內或是鄰近的市區之間往返，均以該鄉鎮的政府預算辦理免費社區巴士服務，只要是該鄉鎮的居民憑乘車證或身分證件就可免費上車，這種巴士多數也都以小巴來運作。

### 美元車

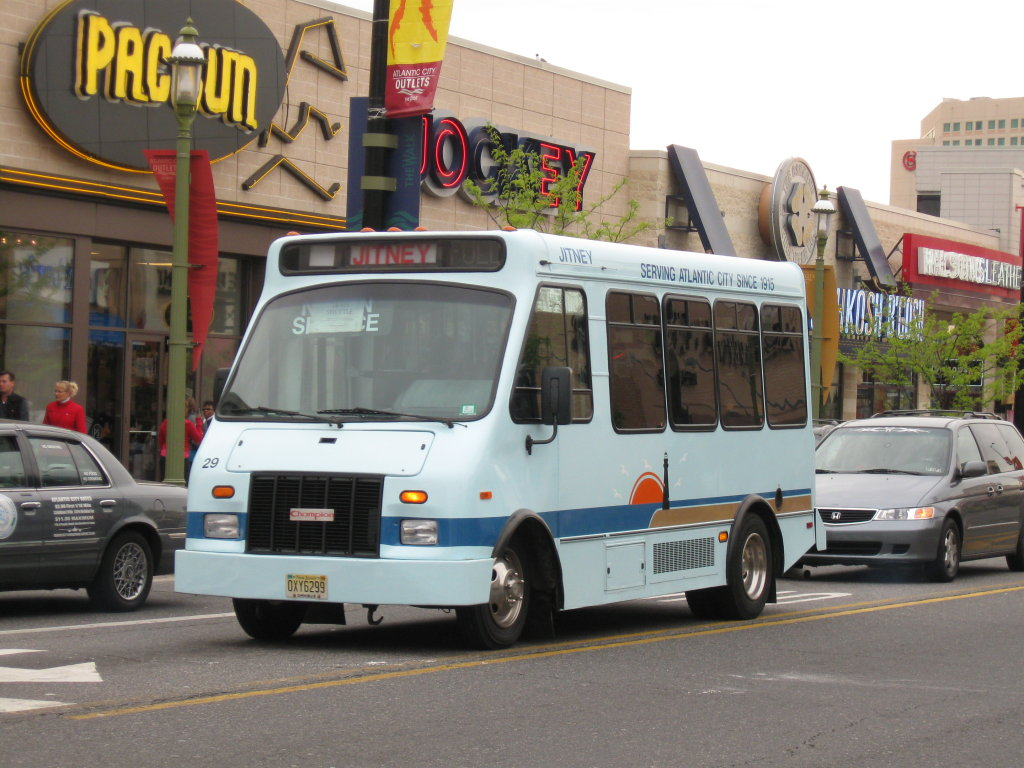
新澤西州大西洋城的美元車。

美元車（英語：Dollar van）常見於美國各城市，以私人形式經營，通常是15座至29座。一般來說是一些舊城區或唐人街才出現。舉例在紐約，這類小巴一般都是行走布魯克林區、皇后區一些地鐵沒法直達之地方；在新澤西州一些地區，亦有類似服務來往社區之間。
美元車「Dollar Van」名字來源於早期美元車車資只需大約一美元左右。
一般來說，美元車主要是一些少數群體所經營，包括非洲裔、拉丁裔和亞裔人，違規經營亦屢見不鮮，例如，車輛缺乏保養、隨意提高票價、危险驾驶等等。2006年， 紐約市議會曾辯論過對美元車行業的規管，包括要求所有美元車需披上特定的顏色，以作識別，類似於香港的公共小巴。

### 蘇式小巴
蘇式小巴常見於俄羅斯和東歐諸國，以私人形式經營載客交通工具。

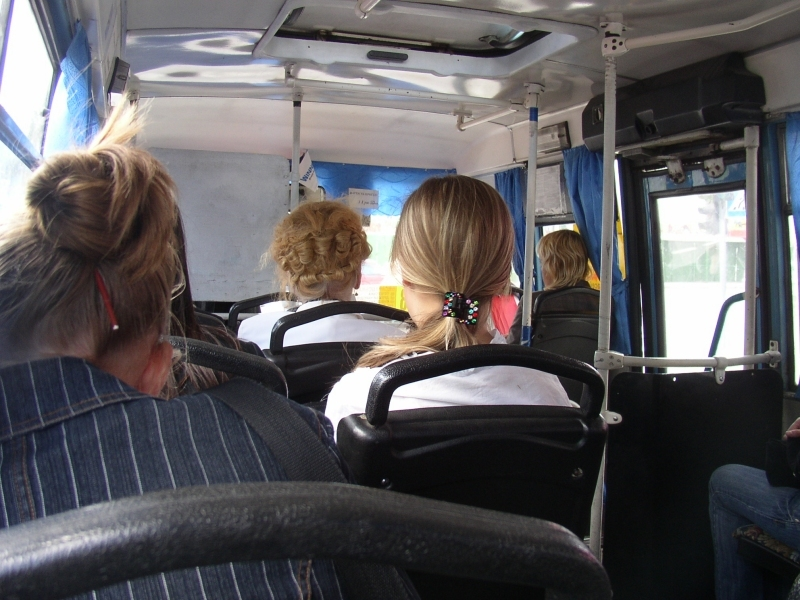
蘇式小巴車廂一攝
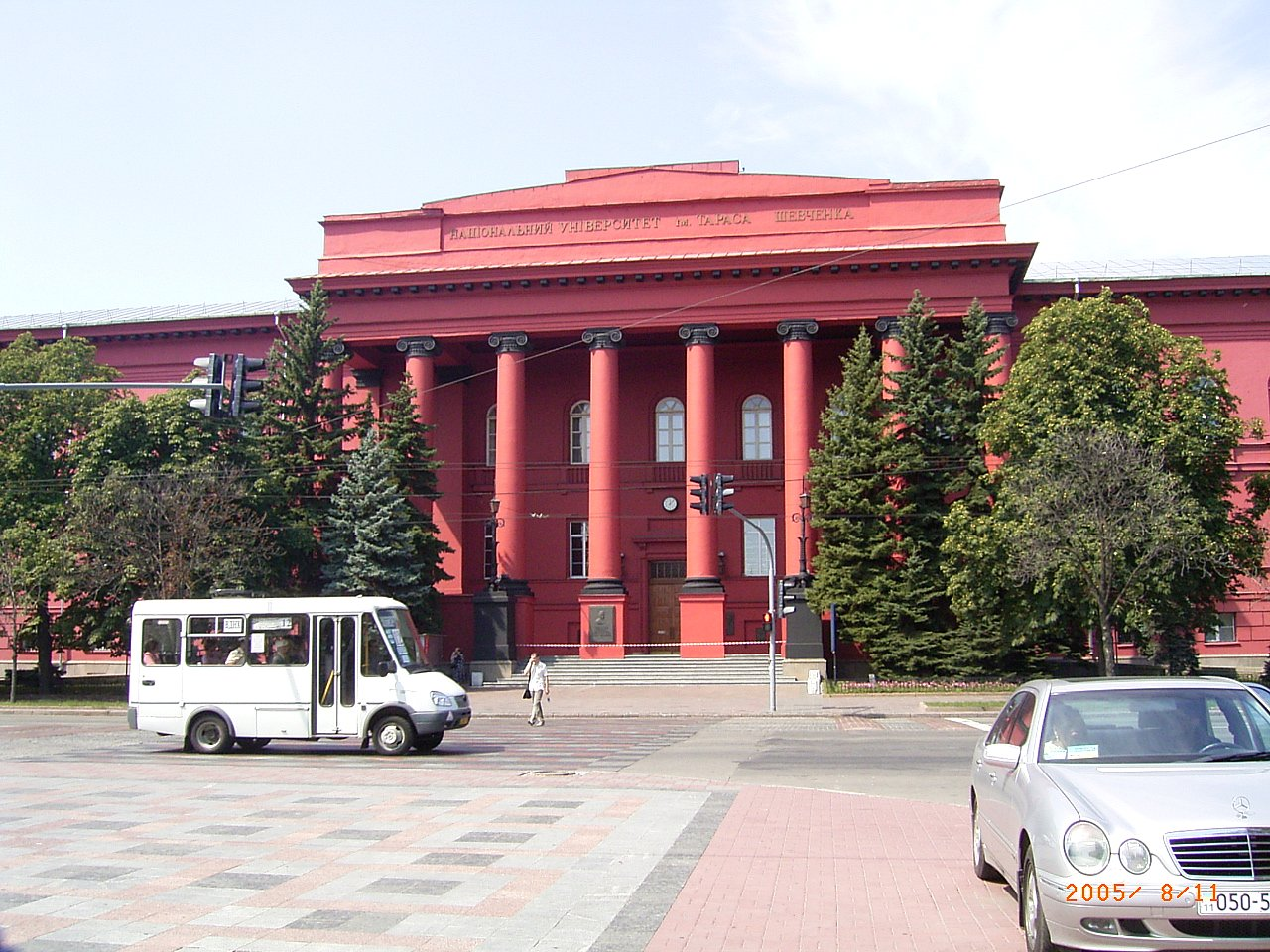
途經烏克蘭一大學門口的蘇式小巴
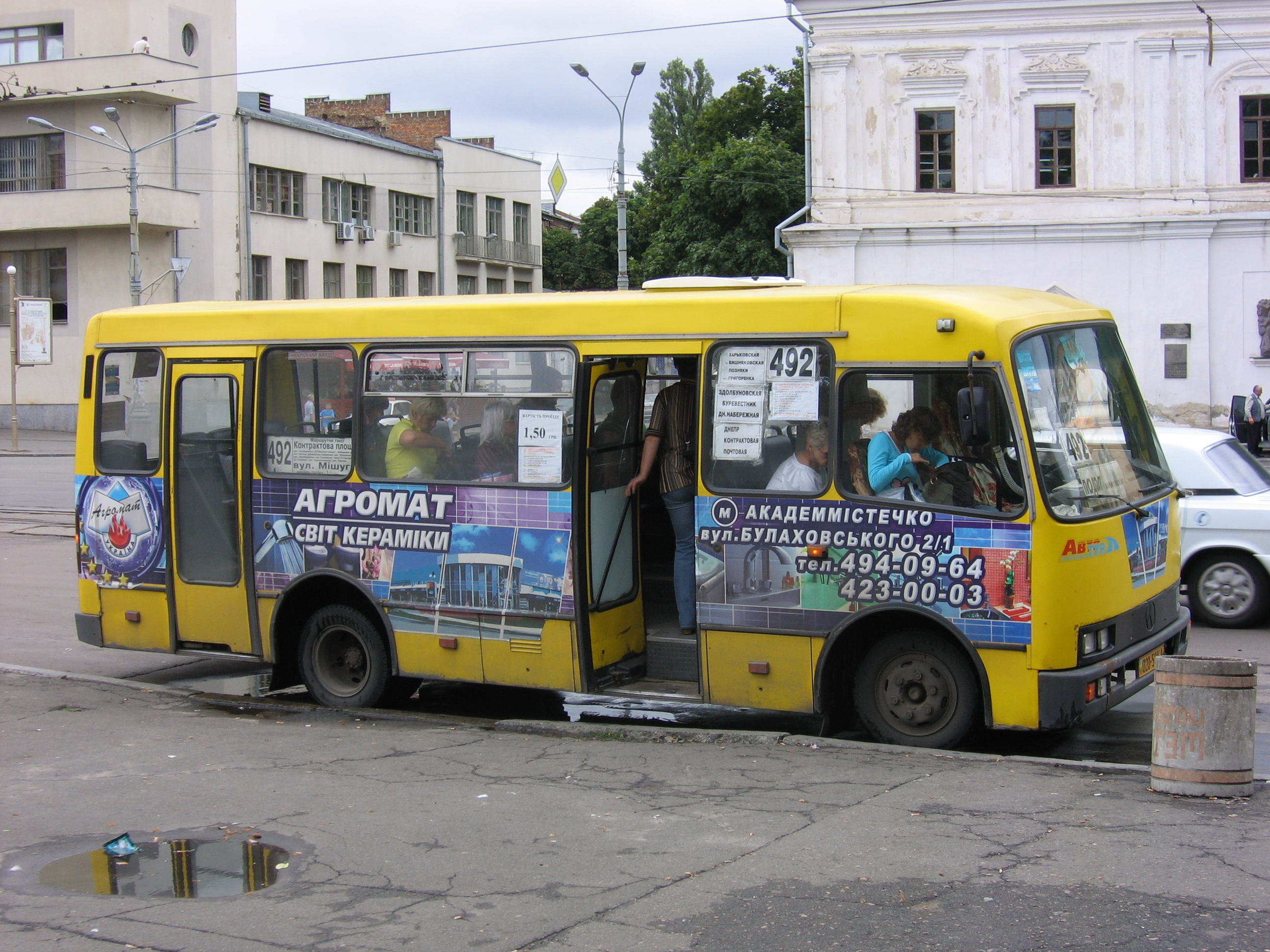
烏克蘭雙門設計的蘇式小巴
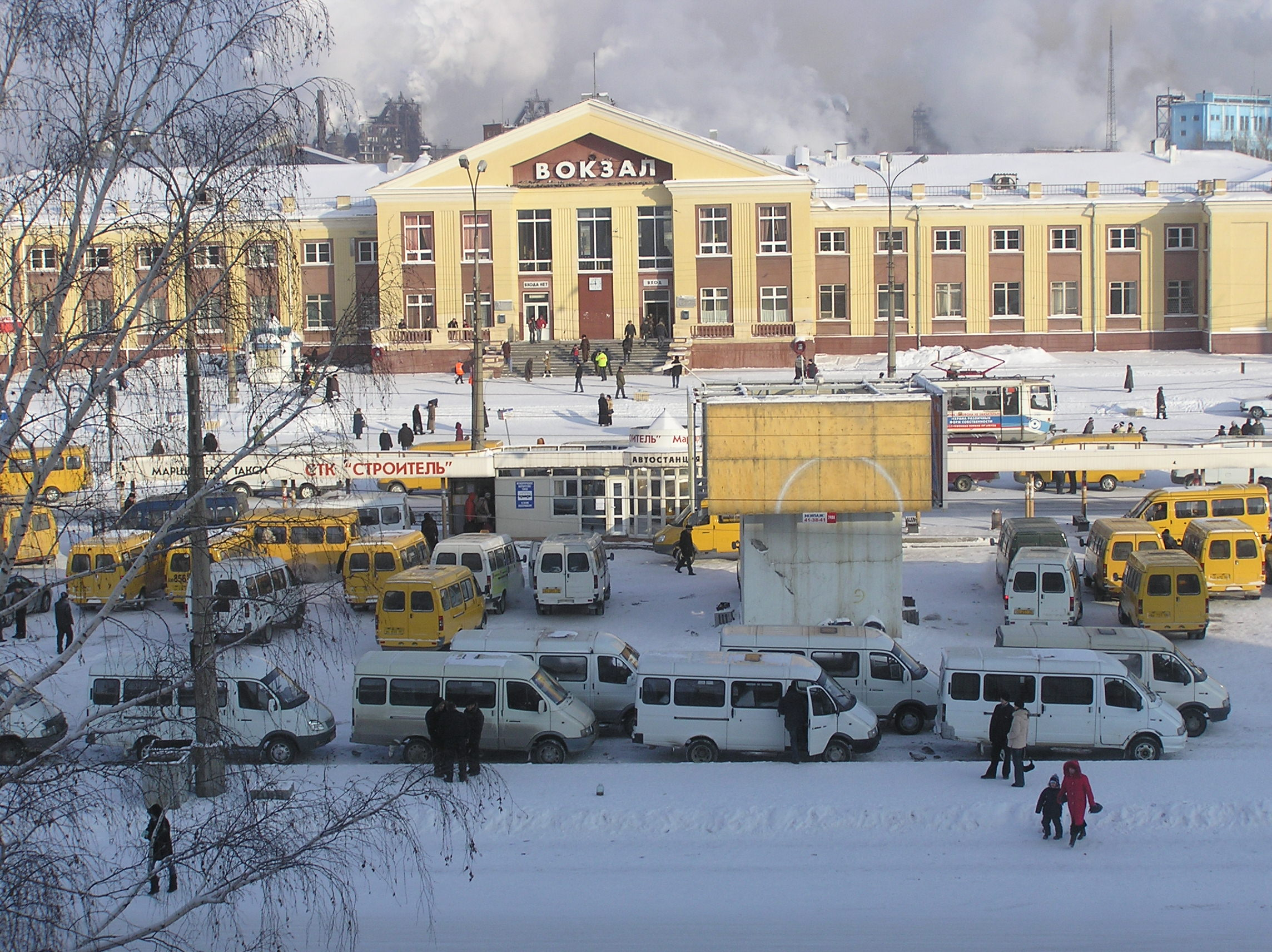
大批蘇式小巴停泊在俄羅斯下塔吉爾的火車站